# Una storia d'amore (album Juli & Julie)
Una storia d'amore è il primo album del duo musicale italiano Juli & Julie, pubblicato dall'etichetta discografica Yep nel 1975.
L'album è prodotto da Ignazio Polizzy, che è principale autore dei brani insieme a Claudio Natili e Marcello Ramoino.
Dal disco viene tratto il singolo omonimo.

## Tracce

### Lato A
1. Al minibar
2. La prima volta
3. Perché tu non vuoi
4. Il tempo dell'amore
5. Una notte d'estate
6. Essere in due

### Lato B
1. Non insistere
2. Ti vorrei
3. Un giorno di più
4. Qualcosa da pensare
5. Una storia d'amore
6. Tu accanto a me